# Marliese Edelmann
Marliese Edelmann Ayala (Tapachula, Chiapas; 20 de diciembre de 1988) es una reina de belleza, actriz, modelo y presentadora de televisión mexicana de origen alemán. Fue coronada Nuestra Belleza Chiapas en agosto de 2008 en Comitán y elegida Nuestra Belleza México Costa Maya en julio de 2008 por la Organización Nuestra Belleza. También ha participado en programas de televisión para Proyecto 40.

## Biografía
En representación de su estado natal de Chiapas, Edelmann compitió en el certamen nacional de belleza Nuestra Belleza México 2008, donde obtuvo el quinto lugar entre otros treinta y dos concursantes, convirtiéndose así en la primera chiapaneca en llegar tan lejos en el certamen nacional. Fue coronada en Chiapas por la ganadora saliente de Nuestra Belleza México 2007 Rosa María Ojeda de Sinaloa y Nuestra Belleza Chiapas 2007 Natalia Ruiz.
Edelmann representó a su país en el certamen internacional Reina de la Costa Maya 2009, realizado en San Pedro, Belice, el 7 de agosto de ese año. A pesar de ser una de las favoritas para alzarse con la corona, llegó a las semifinales, terminando su participación como segunda subcampeona del año.
Se graduó del Centro de Educación Artística de Televisa. En 2008 participó del video "Yo soy Chiapas", donde comparte cámara con artistas como Reyli y Lourdes Munguia. Representó a México en el Miss FOX Sport 2010, donde fue semifinalista.

## Telenovelas
- Así en el barrio como en el cielo (2015) como Sofía
- Siempre tuya Acapulco (2014) como Roxana Iriarte